# Певцов, Ростислав Олегович
Ростислав Олегович Певцов (укр. Ростислав Олегович Пєвцов, азерб. Rostislav Oleqoviç Pevtsov; род. 15 апреля 1987) — украинский и азербайджанский триатлонист, бронзовый призёр Европейских игр 2015 года в Баку. Представлял Азербайджан на летних Олимпийских играх 2016 в Рио-де-Жанейро.

## Биография
Ростислав Певцов родился 15 апреля 1987 года в Харькове. До 2012 года выступал за Украину, но из-за финансовых проблем был вынужден сменить гражданство. С 2013 года Певцов выступает за сборную Азербайджана.
В марте 2015 года Певцов стал победителем Открытого чемпионата Африки, прошедшего в Хургаде (Египет). В июне же принял участие на первых Европейских играх в Баку, на которых занял третье место. 29 июня Президент Азербайджана Ильхам Алиев подписал распоряжения о награждении победителей первых Европейских игр и лиц, внесших большой вклад в развитие спорта в Азербайджане. Ростислав Певцов за большие достижения на первых Европейских играх и заслуги в развитии спорта в Азербайджане был удостоен медали «Прогресс».
В марте 2016 года Ростислав Певцов стал четвёртым на Кубке мира в Мулалабе (Австралия), а уже в начале апреля отличился выиграл бронзовую награду на Кубке мира в Нью-Плимуте (Новая Зеландия)
Весной 2016 года Ростислав Певцов завоевал первую в истории Азербайджана олимпийскую лицензию в триатлоне. В апреле этого же года Певцов выиграл серебряную медаль на Кубка мира в Чэнду, благодаря чему поднялся с шестнадцатого на пятнадцатое место в мировом рейтинге. В июле принял участие на этапе Всемирной серии в Гамбурге, где финишировал девятым.